# Brevet fédéral
Le brevet fédéral est un diplôme suisse supérieur. Il est accessible aux détenteurs d'un certificat fédéral de capacité qui peuvent justifier d'une expérience professionnelle.

## Description
Le brevet existe dans de nombreux métiers. Il permet d'accéder à des postes exigeant davantage de responsabilités et de qualifications. La préparation à cet examen se fait en cours d'emploi. Les détenteurs d'un brevet fédéral peuvent poursuivre leur formation avec le diplôme fédéral.